# Mangazine
Mangazine è stata una rivista italiana di manga e anime, edita dalla Granata Press.

## Storia editoriale
Mangazine nacque come una fanzine pubblicata a Bologna per cinque numeri, dalla fine del 1989 al settembre del 1990, fondata dai Kappa boys e pubblicata da un negozio di libri e fumetti di Imola, Hobby Fumetto. Fregiandosi del titolo di "prima rivista di fumetto, animazione e cultura giapponese" italiana, pubblicò articoli e dossier su autori, case editrici e fumetti giapponesi, tra cui la prima traduzione in italiano di un episodio del manga Ranma ½. Tra i redattori e collaboratori ci furono Luigi Bernardi (proprietario della Granata Press), Andrea Baricordi, Massimiliano De Giovanni, Andrea Pietroni, Barbara Rossi (divenuti, in seguito, i Kappa boys), Maurizio Ercole e Tiziano Capelli, quest'ultimo gestore della Hobby Fumetto stessa e futuro curatore (assieme alla moglie giapponese) delle traduzioni delle prime edizioni italiane di manga famosi che verranno poi pubblicati come Maison Ikkoku, Ranma ½ e Dragon Ball.
Nel 1991 la testata venne acquisita dalla Granata Press che, a partire dall'aprile 1991, prese a stamparla come mensile per 47 numeri, pubblicando tra l'altro manga come Lamù di Rumiko Takahashi, la cui protagonista comparve sulla copertina del primo numero diventando il manga portante della rivista seguito poi da altri cult come Ranma ½, sempre di Rumiko Takahashi, Patlabor, di Masami Yūki, Mai, di Kazuya Kudo e Ryōichi Ikegami, e Kamui di Sanpei Shirato.
Nel 2000 i Kappa boys realizzano un numero speciale commemorativo della rivista intitolato Mangazine 100, pubblicato da Kappa Edizioni e con grafica e stile identici a quelli della versione di Granata Press. Al suo interno sono pubblicati articoli e fumetti metanarrativi che mettono in primo piano le idiosincrasie del mondo degli anime e dei manga, dai produttori agli editori, dagli autori ai lettori. I fumetti sono Tetsu Kamen il paladino dello spazio, che propone un ipotetico episodio finale alla mancata conclusione di Tekkaman; Alias Helix Robot Goldrant, che facendo il verso a UFO Robot Goldrake indaga sui retroscena delle guerre fra imperi spaziali e robot giganti difensori della Terra; e Otakuman, nuovo virtuale capitolo delle Time Bokan in cui i personaggi prendono coscienza di vivere da decenni in un loop editoriale.